# Tavşaneilanden (Çanakkale)

Ligging van de Konijneneilanden (Tavşan adaları)

De Konijneneilanden of de Tavşaneilanden (Turks: Tavşan adaları of Karayer adaları, Grieks: Λαγούσες) zijn een groep kleine onbewoonde Turkse eilanden in de noordelijke Egeïsche Zee. De eilanden liggen op circa 7 kilometer van het vasteland van de Turkse provincie Çanakkale, 10 kilometer ten noorden van het eiland Bozcaada en 13 kilometer ten zuidwesten van de ingang van de Dardanellen. Het grootste van de Tavşaneilanden, te weten Tavşan adası of Konijneneiland, is circa 2 kilometer lang en 600 meter breed. Zuidelijk van dit hoofdeiland liggen drie kleinere rotseilanden genaamd Pırasa, Orak en Yılan.
De Konijneneilanden hebben in de vroege 20e eeuw enige politieke en strategische betekenis gekregen, omdat de omliggende territoriale wateren van belang zijn voor het controleren van de toegang tot de Dardanellen. De eilandengroep werd toegekend aan Turkije in het Vredesverdrag van Lausanne, waarin ze genoemd worden in Artikel 12 samen met de nabijgelegen grotere eilanden Tenedos en Imbros/Gökçeada. Tenedos, Imbros en de Konijneneilanden vormden de enige aan Turkije toegewezen Egeïsche eilanden die op meer dan 4,8 kilometer (3 mijl) van het Turkse vasteland liggen.
Heden ten dage zijn de Konijneneilanden een geliefde plek voor duiktoeristen.